# Апсара Сакбун
Апсара Катарина Сакбун (енгл. Apsara Katarina Sakbun, кмер. សាក់ប៊ុន អប្សរា កាតារីណា; Тере Хоут, 21. фебруар 2001), камбоџанска је пливачица емеричког порекла, учесница олимпијских игара и вишеструка национална рекордерка, чија ужа специјалности су спринтерске трке слободним и леђним стилом.
Носила је заставу Камбоџе на церемонији отварања Летњих олимпијских игара у Паризу 2024. године.
Године 2023. дипломирала је економију на Ball State University у Мансију, у Индијани.

## Спортска каријера
Апсара је рођена 21. фебрауа 2001. у градићу Тере Хоут у америчкој савезној држави Индијана, у мешовитој камбоџанско-јамајканској породици. Њен отац Ванара Сакбун је као избеглица дошао у Сједињене Државе током 1970-их бежећи од рата, док је њена мајка Карлин одрасла у сиромаштву на Јамајци као најмлађе од 13 деце. Њени родитељи су се упознали током студија медицине у Њујорку (отац је гинеколог-акушер, а мајка медицинска сестра). Њена млађа сестра Хејли се такође бави пливањем, а има и два брата Брендона и Ванару (Брендон је 2023. изабран за градоначелника Тере Хоута).
Иако је веома рано научила да плива, у доби од 4 године, Апсара се кроз детињство окушавала у разним спортовима, док је пливање почела озбиљније да тренира у средњој школи, такмичећи се за школску екипу. Године 2023. преселила се у Шарлот, у Северној Каролини, где се запослила као службеник у једној банци.
Дебитантски наступ на међународној пливачкој сцени је имала 2023. на Играма југоисточне Азије одржаним управо у Пном Пену, главном граду Камбоџе. Иако није успела да освоји ни једну медаљу, Апсара је пливала у три финала испливавши националне рекорде у тркама на 50 и 100 метара слободним стилом, те у женској штафети на 4×100 мешовито.
Захваљујући специјалној позивници учествовала је на Олимпијским играма у Паризу 2024. године. У Паризу је пливала у квалификацијама трке на 50 метара слободним стилом. Наступила је у шестој квалификационој групи где је пливала у стази 4, и са временом од 26.90 секунди заузела је шесто место у својој квалификационој групи, односно укупно 38. место у конкуренцији 79 такмичарки. На дефилеу нација током Церемоније отварања Летњих олимпијских игара у Паризу, Апсара је заједно са колегом из репрезентације Чун Бунторном носила заставу своје земље.